# Monasterio de Nuestra Señora del Espino (Vivar del Cid)
El monasterio de Nuestra Señora del Espino es un cenobio de monjas Clarisas sito en la localidad de Vivar del Cid (provincia de Burgos, Comunidad de Castilla y León, España).

## Historia
Según una tradición popular, los habitantes de la zona escondieron bajo tierra unas imágenes religiosas durante la invasión musulmana. Años más tarde fueron halladas, estando entre ellas la Virgen del Espino. A ésta se le atribuyeron varios milagros y se le erigió una ermita, formándose a su alrededor un beaterio que seguía la Regla de Santa Clara.
En 1475, el adelantado mayor de Castilla Pedro López de Padilla y su esposa Isabel Pacheco pidieron licencia al Papa Sixto IV para fundar junto a la ermita un monasterio, para uso de las beatas aceptadas ahora como monjas clarisas.
El monasterio, de estilo gótico, sufrió un grave incendio en 1620 y en el siglo XIX la invasión francesa obligó a las religiosas a abandonar el convento durante el transcurso de la misma.

## Cantar de Mio Cid
En un arcón que se exhibe en el cenobio, se guardó el manuscrito del Cantar de mio Cid hasta que el códice salió del monasterio en 1776. En 1960 fue adquirido por la Fundación Juan March y cedido a la Biblioteca Nacional de España.